# Le Cri de la chouette (téléfilm)

Le Cri de la chouette est un téléfilm français réalisé par Yves-André Hubert, adapté du roman d'Hervé Bazin Cri de la chouette.

## Synopsis
Adaptation du roman autobiographique d'Hervé Bazin paru en 1972 qui relate les dernières années de la vie de sa mère.
Après 20 ans d'absence, Folcoche réapparaît et sème le trouble et la zizanie dans la famille de son fils, manipulant sa petite fille Salomé pour arriver à ses fins. Pourtant son fils s'apercevra que Folcoche, au seuil de la mort, s'est réellement attachée à Salomé, qui a fui le rôle qu'on lui faisait jouer. Ainsi cette femme sans cœur subit son châtiment dans la perte d'un amour découvert trop tard et aussitôt perdu.

## Fiche technique
- Réalisation : Yves-André Hubert
- Scénario : Jean-Louis Curtis d'après un roman d'Hervé Bazin Cri de la chouette
- Date de 1re diffusion : 2 janvier 1986

## Distribution
- Alice Sapritch : Mme Rezeau
- Jacques Rosny : Jean Rezeau
- Nada Strancar : Bertille
- Aurelle Doazan : Salomé
- Philippe Dusigne : Jeannet
- Corinne Renault : Blandine
- Emmanuel Curtil : Aubin
- Pierre Bianco : Fred
- Jean-Marc Avocat : Marcel
- Béatrice Audry : Marthe
- Maggy Dussauchoy : la dame de compagnie
- Marie-Louise Ebeli : Anne
- Ariane Deviègue : Marie